# Nový Rybník u Lnář
Nový Rybník u Lnář je přírodní památka zahrnující Nový rybník v okrese Strakonice v Jihočeském kraji v České republice. Nachází se západně od obce Tchořovice ve vzdálenosti 1,5 kilometru. 

## Historie
V roce 1945, na konci druhé světové války, se u rybníka setkaly americká a sovětská armáda při osvobozování území Československa.

## Vodní režim
Rybníkem protéká potok Kopřivnice a přivaděč od Hradišťského potoka. Oba potoky jsou přítoky řeky Lomnice.

## Ochrana přírody
V roce 1933 byl rybník a jeho okolí vyhlášen jako „státní přírodní reservace“ o rozloze 34,4 ha.